# Campeonato Mundial de Rugby M19 División D de 1998
El Campeonato Mundial de Rugby M19 División D de 1998 se disputó en Francia y fue la primera edición del torneo en categoría M19.

## Equipos participantes
- Selección juvenil de rugby de Luxemburgo
- Selección juvenil de rugby de Suiza

### Final
| 20 de abril | Luxemburgo | 25 - 8 | Suiza |  |  |

| Bandera de Luxemburgo |
| Campeón Luxemburgo    |
| Primer título         |